# Американо-кувейтские отношения
Американо-кувейтские отношения — двусторонние дипломатические отношения между США и Кувейтом. 

## История
В 1961 году США установили дипломатические отношения с Кувейтом после провозглашения им независимости от Великобритании. В 1990 году Ирак вторгся в Кувейт. Данные действия Ирака повлекли за собой начало Войны в Персидском заливе за освобождение и восстановление независимости Кувейта, которая продлилась со 2 августа 1990 по 28 февраля 1991 года, между многонациональными силами (МНС) (во главе с США, по мандату ООН) и Ираком. За четверо суток наземной операции войска МНС полностью освободили Кувейт и заняли около 15 % территории Ирака.
В 2003 году Кувейт предоставил свою территорию для вооружённых сил США и их союзников для готовящегося вторжения в Ирак. В 2011 году Кувейт играл ключевую роль в содействии вывода войск США из Ирака. В настоящее время Кувейт является важным партнером США в борьбе с терроризмом, оказывает помощь в военных действиях, дипломатических и разведывательных сферах, а также поддерживает усилия по блокированию финансирования террористических групп. Соединенные Штаты предоставляют военную помощь оборонительной направленности в Кувейт. Персонал вооружённых сил США оказывает содействие военным Кувейта по профессиональной подготовке, образования, готовности к ведению военных действий.

## Торговля
Правительства США и Кувейта подписали торговое и инвестиционное рамочное соглашение для разрешения взаимных торговых проблем и обеспечения необходимых экономических реформ. Соединенные Штаты являются крупнейшим поставщиком товаров и услуг для Кувейта, а также эта страна является одним из крупнейших рынков сбыта товаров США на Ближнем Востоке. Фирмы США имеют конкурентное преимущество в Кувейте во многих областях требующих передовых технологий, таких как: нефтепромысловое оборудование, выработка электроэнергии, телекоммуникационное оборудование, товары народного потребления и военная техника.